# Terra (economia)
In economia, la terra è uno dei tre fattori della produzione.  Comprende tutte le risorse naturali la cui curva di offerta è completamente inelastica: ad esempio i luoghi geografici (escluso il capitale, cioè i miglioramenti infrastrutturali prodotti dall'azione umana), i depositi minerari e persino le orbite geostazionarie e lo spettro elettromagnetico. Nell'economia classica gli altri due fattori sono il lavoro ed il capitale.  Il reddito derivato dalla terra è la rendita.
La terra storicamente ha causato gravi conflitti e dispute; i programmi redistributivi di riforma terriera sono spesso causa di grandi controversie e i diritti minerari hanno contribuito a molte guerre civili, soprattutto in Africa.

## Economia ecologica
Nell'economia ecologica non esiste una distinzione fra "capitale" e "terra" perciò la terra viene anche definita come capitale naturale.

## Georgismo
La terra in senso economico non si può creare o distruggere. Secondo i georgisti ciò implica che, poiché la curva di offerta è perfettamente inelastica, una cosiddetta imposta terriera non avrebbe effetti sul costo opportunità del suo utilizzo, ma ridurrebbe semplicemente il valore della proprietà terriera.  Tuttavia la terra può entrare o uscire dal mercato, e deve essere scoperta per poter essere usata.  Inoltre, la cosiddetta rendita di Hotelling dei depositi minerari influenza l'allocazione intertemporale; pertanto molti economisti non considerano le risorse minerarie nella definizione di terra.